# 平岳大
平 岳大（ひら たけひろ、1974年〈昭和49年〉7月27日 - ）は、日本の男性俳優。東京都世田谷区出身、ハワイ在住。ORPHE所属。

## 略歴
父親は俳優の平幹二朗、母親は女優の佐久間良子。二卵性双生児の兄である。妹の朋子は、名前と顔写真を公開し、2人の子供の母親で、岳大が個人事務所を設立後に岳大のマネージャーを担当していることを、2019年11月6日に『徹子の部屋』で語る。両親は1984年5月に離婚し、母親の元で育つ。両親の離婚前も父親はほとんど家におらず、寂しいと感じることはあまりなかった。
暁星小学校、暁星中学校を経て、暁星高等学校在学中の15歳のときに渡米する。アメリカ合衆国ロードアイランド州プロビデンスのモーゼス・ブラウン・スクールを卒業後、ブラウン大学理学部応用数学科へ進学する。ブラウン大学卒業後はコロンビア大学大学院修士課程へ進学したのちに中退する。
役者になりたいと申し出たところ、佐久間は「絶対ダメ」と反対したが、幹二朗は「相談乗るよ」という程度の感覚で話を聞いた末にOKを出した。
2002年に舞台『鹿鳴館』で初舞台を踏み、平幹二朗および佐久間良子と親子共演する。佐久間はこの舞台で共演決定後も役者に反対して「息子が出るなら降板する」と本番中も岳大と目線を合わせなかった。デビュー公演を無事に終えた様子を見て「もう何も言うまい」と佐久間は述懐する。
2016年7月12日に一般女性と結婚を発表する。のちに娘が誕生し、妻は妹の朋子と小学校から幼なじみで親友だと『徹子の部屋』で語る。2020年に国外で活動するために妻子と共にハワイへ移住した。
2020年、主演したNetflixオリジナルドラマ『Giri/Haji』において、英国アカデミー賞テレビ部門の主演男優賞にノミネート。
2024年7月17日に第76回エミー賞 助演男優賞（『SHOGUN 将軍』）にノミネートされた

。

## 出演

### テレビドラマ

#### 日本
- ドラマW コスメティック（2003年、WOWOW）
- 愛するために愛されたい（2003年、TBS）
- 特命係長 只野仁 1stシーズン 第11話（2003年9月19日、テレビ朝日） - 加藤 役
- ワルシャワの秋（2003年12月23日、関西テレビ） - 岡村信之 役
- 新春ワイド時代劇 竜馬がゆく（2004年1月2日、テレビ東京） - 池内蔵太 役
- 犬神家の一族（2004年4月3日、フジテレビ） - 犬神佐武 役
- 丹下左膳（2004年6月30日、日本テレビ）
- 子連れ狼 第3部 第9話（2004年9月6日、テレビ朝日） - 氷室仙十郎 役
- 水戸黄門 第33部 第22話「大対決!八百八町は日本晴れ -江戸-」（2004年9月20日、TBS / C.A.L） - 北条右京之介 役
- 涙そうそう この愛に生きて（2005年、TBS） - 松野貴志 役
- 松本清張 けものみち（2006年、テレビ朝日）- 蔵原悦郎 役
- おいしいプロポーズ（2006年、TBS）- 日野原茂紀 役
- 大河ドラマ（NHK）
  - 篤姫（2008年） - 徳川慶喜 役
  - 江〜姫たちの戦国〜（2011年） - 佐治一成 役
  - 真田丸（2016年） - 武田勝頼 役
- 連続テレビ小説（NHK）
  - だんだん（2009年） - 澤田悠一 役
  - 梅ちゃん先生（2012年） - 真田伸吉 役
- 警官の血（2009年2月7日・8日、テレビ朝日）- 吉田信也 役
- 外事警察（2009年11月 - 12月、NHK） - 久保田岳 役
- 松本清張ドラマスペシャル 山峡の章（2010年1月29日、フジテレビ） - 堀沢英夫 役
- 土曜時代劇 桂ちづる診察日録 第1話・第2話（2010年9月4日・11日、NHK） - 三国屋喜兵衛 役
- フェイク 京都美術事件絵巻 第1話・最終話（2011年1月4日・2月8日、NHK） - 葛城真介（K）役
- 京都地検の女 第7シリーズ 第1話（2011年7月7日、テレビ朝日） - 大倉琢磨 役
- 絶対零度〜特殊犯罪潜入捜査〜 第1話・第2話（2011年7月12日・19日、フジテレビ） - 沢田知己 役
- BS時代劇 塚原卜伝（2011年10月 - 11月、NHK BSプレミアム） - 山崎左門 役
- カレ、夫、男友達（2011年11月 - 12月、NHK） - 八木弘樹 役
- 科捜研の女 第11シリーズ 第4話（2011年11月、テレビ朝日） - 久瀬荘治郎 役
- 真珠湾からの帰還 〜軍神と捕虜第一号〜（2011年12月10日、NHK） - 岩佐直治 役
- 開拓者たち（2012年1月、NHK BSプレミアム） - 庄司盛光 役
- こだわり男とマルサの女 シリーズ1 ドラマ「宮本信子 天才との日々」（2012年2月23日、NHK BSプレミアム） - 伊丹十三 役
- 三毛猫ホームズの推理 第10話・最終話（2012年6月16日・23日、日本テレビ）- 片山正太郎 役
- 東野圭吾ミステリーズ 第9話「結婚報告」（2012年9月6日、フジテレビ） - 桜井祐二 役
- 浪花少年探偵団 第11話・最終話（2012年9月10日・17日、TBS） - 横田透 役
- 2夜連続ドラマスペシャル 最も遠い銀河（2013年2月2日・3日、テレビ朝日） - 清家淳介 役
- 大岡越前（NHK BSプレミアム） - 徳川吉宗 役
  - 大岡越前（2013年3月 - 4月・6月・2014年1月）
  - 大岡越前2（2014年10月 - 12月）
  - 大岡越前3（2016年1月 - 3月）
  - 大岡越前スペシャル 「白洲に咲いた真実」（2017年1月）
  - 大岡越前4（2018年1月- 3月）
  - 大岡越前スペシャル 〜親子をつなぐ名裁き〜（2019年1月）
  - 大岡越前5（2020年1月 - 2月）
- ドラマスペシャル 特捜最前線2013〜7頭の警察犬（2013年9月29日、テレビ朝日） - 紅竹咲馬 役
- 新春ドラマスペシャル “新参者”加賀恭一郎「眠りの森」（2014年1月2日、TBS） - 梶田康成 役
- 医龍-Team Medical Dragon-4 第6話（2014年2月13日、フジテレビ） - 若き日の桜井修三 役
- 死神くん 第4話（2014年5月9日、テレビ朝日） - 南雲雄司 役
- 金曜プレステージ 剣客商売〜鬼熊酒屋〜（2014年8月8日、フジテレビ） - 大久保兵蔵 役
- 金田一耕助VS明智小五郎ふたたび（2014年9月29日、フジテレビ） - 星野夏彦 役
- 相棒 season13 元日スペシャル「ストレイシープ」（2015年1月1日、テレビ朝日） - 飛城雄一 役
- 木曜時代劇 風の峠〜銀漢の賦〜（2015年1月 - 2月、NHK） - 鷲巣角兵衛/清右衛門 役
- 警部補・杉山真太郎〜吉祥寺署事件ファイル 第3話（2015年1月26日、TBS） - 矢吹武雄 役
- 土曜ドラマ 64（ロクヨン）（2015年4月18日 - 5月16日、NHK） - 赤間光良 役
- 医師たちの恋愛事情 第5話（2015年5月7日、フジテレビ） - 伊崎 役
- 石の繭 殺人分析班 （2015年8月16日 - 9月13日） - 門脇仁志 役
- プレミアムドラマ 蝶の山脈〜安曇野を愛した男〜（2015年11月29日、NHKBS プレミアム） - 田淵行男 役
- 下町ロケット 第6話 - 最終話（2015年11月22日 - 12月20日、TBS） - 久坂寛久 役
- 土曜ワイド劇場 女たちの特捜最前線〜警察食堂極秘会議（2015年12月19日、テレビ朝日） - 桐生忠義 役
- フラジャイル 第1話（2016年1月13日、フジテレビ） - 高坂英利 役
- 99.9-刑事専門弁護士- 第9話（2016年6月12日、TBS） - 山城功一 役
- IQ246 第6話（2016年11月20日、TBS） - 笠原壮一 役
- 嘘の戦争 第5話（2017年2月7日、関西テレビ） - 九島亨 役
- 遺留捜査 第4シリーズ 第3話（2017年7月27日、テレビ朝日） ‐ 栗原篤志 役
- 荒神（2018年2月17日、NHK BSプレミアム） - 曽谷弾正 役
- 執事 西園寺の名推理 第2話（2018年4月20日、テレビ東京） ‐ 山名進一 役
- イノセンス 冤罪弁護士 第3話（2019年2月2日、日本テレビ） ‐ 雲仙一彦 役

#### イギリス
- Giri/Haji（英語版）（BBC/Netflix、2020年） - 主演・Kenzo 役

#### アメリカ
- THE SWARM/ザ・スウォーム（2023年、Hulu) - リク・サトウ役
- モナーク: レガシー・オブ・モンスターズ（2023年-2024年、Apple TV+) - ヒロシ・ランダ役
- SHOGUN 将軍（2024年2月27日 - 4月23日、FX）- 石堂和成 役[12]

### 映画

#### 日本映画
- 明日の記憶（監督:堤幸彦、2006年5月13日、東映） - 富永雄一 役
- 茶々 天涯の貴妃（監督:橋本一、2007年12月22日、東映） - 後藤基次 役
- サヨナライツカ（監督:イ・ジェハン、2010年1月23日、アスミック・エース） - 葛西 役
- SP THE MOTION PICTURE「野望篇」（監督:波多野貴文、2010年10月30日、東宝）- 滝川英治 役
  - SP THE MOTION PICTURE「革命篇」（監督:波多野貴文、2011年3月12日、東宝）- 滝川英治 役
- 相棒 -劇場版II- 警視庁占拠! 特命係の一番長い夜（監督:和泉聖治、2010年12月23日、東映） - 丸山秀明 役
- 一命（監督:三池崇史、2011年10月15日、松竹） - 井伊直孝 役
- 逆転裁判（監督:三池崇史、2012年2月11日、東宝） - 御剣信 役
- のぼうの城（監督:犬童一心、2012年11月2日、東宝 / アスミック・エース） - 長束正家 役
- 悪の教典（監督:三池崇史、2012年11月10日、東宝） - 久米剛毅 役
- 蠢動 -しゅんどう-（2013年10月19日、三上康雄事務所 / 太秦） - 主演・原田大八郎 役
- 永遠の0 (監督:山崎貴、2013年12月21日、東宝） - 士官 役
- おかあさんの木（監督:磯村一路、2015年6月6日、東映） - 謙二郎 役
- S -最後の警官- 奪還 RECOVERY OF OUR FUTURE（監督:平野俊一、2015年、東宝）
- 関ヶ原（監督:原田眞人、2017年8月26日、東宝 / アスミック・エース） - 島左近 役[13]
- 検察側の罪人（監督:原田眞人、2018年8月24日、東宝） - 丹野和樹 役
- エリカ38（監督:日比遊一、2019年6月7日、KATSU-do） - 平澤 役
- ボクたちはみんな大人になれなかった（監督:森義仁、2021年11月5日、Netflix） - 佐内慶一郎 役

#### 日本・フランス合作映画
- FOUJITA（監督:小栗康平、2015年11月14日、KADOKAWA）

#### 日本・フィリピン合作映画
- クロスポイント（監督:ドニー・オルディアレス、2025年5月24日、キョウタス） - 主演・山口シゲル 役[14]

#### アメリカ映画
- Lost Girls & Love Hotels（英語版）（監督:ウィリアム・オルソン、2020年） - Kazu 役
- G.I.ジョー:漆黒のスネークアイズ（監督:ロベルト・シュヴェンケ、2021年10月22日） - 鷹村 役
- グランツーリスモ（監督:ニール・ブロムカンプ、2023年9月15日） - 山内一典 役[15]
- Rumours（英語版）（監督:ガイ・マディン／エヴァン・ジョンソン／ギャレン・ジョンソン、2024年)
- Tornado（英語版）（監督:ジョン・マクリーン、2025年2月26日） - Fujin 役
- キャプテン・アメリカ:ブレイブ・ニュー・ワールド（監督:ジュリアス・オナー（英語版）、2025年2月14日） - 尾崎首相 役[16]

- Rental Family（英語版）（監督:HIKARI、予定） - Tada役
- Karoshi（監督:タカシ・ドッシャー、予定）
- Anima（監督:ブライアン・テツロー・アイヴィー、予定）

### 舞台
- 鹿鳴館（演出:山田和也、2002年） - 清原久雄 役
- リア王（演出:平幹二朗、2002年） - エドマンド 役
- ハムレット（演出:蜷川幸雄、2004年、イギリス公演） - 劇中劇王妃 役
- 狐狸狐狸ばなし（演出:鴨下信一、2005年）
- そして誰もいなくなった（演出:グレッグ・デール、2006年） - フィリップ大佐 役
- オセロー（演出:平幹二朗、2006年） - イアーゴー 役
- ジンギスカン 〜我が剣、熱砂を染めよ〜（総合演出:市川猿翁、2008年） - 主演
- ガブリエルシャネル（演出:宮田慶子、2010年）
- 国民の映画（演出:三谷幸喜、2011年3月 - 5月） - グスタフ・フレーリヒ 役
  - 国民の映画（2014年2月 - 4月(再演)） - 同上
- 浮標（演出:長塚圭史、2012年9月 - 10月） - 赤井源一郎 役
- ハーベスト（演出:森新太郎、2012年12月11日 - 24日） - アルバート・ハリソン、アラン、ルイス 役 ※3役
- ピグマリオン（演出:宮田慶子、2013年11月13日 - 12月1日） - ヘンリー・ヒギンズ 役
- 火のように寂しい姉がいて（演出:蜷川幸雄、2014年9月 - 10月）
- 東海道四谷怪談（演出:森新太郎、2015年6月） - 佐藤与茂七 役
- 書く女（演出:永井愛、2016年1月） - 半井桃水 役
- スーパー歌舞伎II ワンピース (総合演出:市川猿之助、2016年3月 - 4月、2017年10月 - 2018年5月) - エース 役
- 「男の花道」「雪之丞変化」（2017年2月、博多座） - 土生玄碩、孤軒先生 役
- フェードル（演出:栗山民也、2017年4月） - イポリット 役

### 吹き替え

#### アニメ
- Yasuke -ヤスケ-（2021年、Netflix） - 織田信長 役[17]

### テレビ番組
- 総力報道!THE NEWS（2009年3月30日 - 2010年3月、TBS） - スペシャル取材キャスター
- のんびりゆったり 路線バスの旅（NHK総合）
  - 知床編（2011年7月9日）
  - 熊本阿蘇編（2011年10月1日）
  - 山形編（2012年1月28日）
  - 愛媛編（2012年2月25日）
  - 西伊豆編（2012年4月7日）
  - SP版・与那国編（2012年8月17日）
  - 宮崎高千穂編（2012年10月20日）
  - 丹後半島編（2013年2月9日）
  - 男前 北へ南へふたり旅スペシャル（2013年3月22日）
  - 青森編（2013年6月2日）
  - 礼文島編（2013年8月4日）
  - ご縁祈願！男前ふたり旅スペシャル in 出雲（2014年1月3日）
  - ご縁祈願！男前ふたり旅スペシャル in 西表島、月山（2014年5月2日）
  - 百年の"絆"!男前ふたり旅〜2つの十津川物語（2014年8月22日）
- こだわり男とマルサの女 シリーズ2 ドキュメンタリー「伊丹十三 「お葬式」への道」（2012年2月24日、NHK BSプレミアム） - ナビゲーター
- テレビでスペイン語（2013年4月 - 9月、NHK Eテレ） - ナビゲーター
- 旅するスペイン語「平岳大の北スペイン体当たり紀行」（2016年10月 - 2017年3月、NHK Eテレ）
- NHKスペシャル「あなたは未来をどこまで知りたいですか〜運命の遺伝子〜」（2013年7月7日、NHK総合）

### ラジオドラマ
- 特集オーディオドラマ （NHK-FM）
  - 「大黒屋光太夫」（2003年8月23日）[18]
  - 「見よ、蒼い空に白い星」（2005年8月14日）[19]
  - 「東西南北夢花道」（2007年1月6日） - 鳥居耀蔵 役[20]
- SOUNDS OF STORY〜ASADA JIRO LIBRARY〜　「遠別離」（2013年9月28日、J-WAVE） - 朗読[21]